# Ulica Piotra Ściegiennego w Kielcach
Ulica Księdza Piotra Ściegiennego – jedna z ulic w Kielcach. Na odcinku od Al. J. Popiełuszki do granicy miasta stanowi fragment drogi krajowej nr 73.
Mając długość ok. 7,4 km jest jedną z najdłuższych ulic w Kielcach.

## Przebieg
Ulica zaczyna się na krakowskiej rogatce od skrzyżowania z ulicami: Krakowską, Miodowicza i Jana Pawła II jako przedłużenie tej ostatniej. Później krzyżuje się m.in. z ulicami: Sołtysiaka „Barabasza”, Spokojną, al. Popiełuszki (DK73) oraz Weterynaryjną. Kończy się wraz z granicami miasta (później biegnie jako ul. Kielecka w gminie Morawica).

## Historia
Ulica Ściegiennego (do końca I wojny światowej jako fragment ulicy Dużej) była przez wieki główną drogą wylotową z Rynku w kierunku Ponidzia. Na początku XIX wieku założono wówczas poza miastem cmentarz (obecnie Cmentarz Stary). Na początku XX wieku założono na wzniesieniu obok Cmentarza Starego Cmentarz Nowy (obecnie ulica Spokojna).
Od połowy XIX wieku obszar wokół ulicy Ściegiennego miał charakter przemysłowy, co było związane z sąsiedztwem kamieniołomu na Kadzielni. Później zaczęła nabierać charakteru „wielkomiejskiego”.
W okresie międzywojennym ulica nosiła nazwę 3 Maja. W trakcie wojny władze okupacyjne zmieniły nazwę ulicy na Kasztanową, co było związane z rosnącymi przy niej kasztanowcami. Po wojnie ulica uzyskała swoją obecną nazwę.
Początek biegu ulicy Ściegiennego zwany jest rogatką krakowską. Nazwa wzięła się od punktu wyjazdowego z Kielc (czyli rogatki) zarówno w kierunku Chęcin i Krakowa, jak i Pinczowa (obecnie odpowiednio ulice Krakowska i ks. P. Ściegiennego). Do końca lat 30. XX wieku obszar ten był nieznacznie zabudowany. W 1935 roku oddano Dom Wychowania Fizycznego i Przysposobienia Wojskowego im. Marszałka Józefa Piłsudskiego (obecnie WDK). Po wojnie w tymże obszarze wybudowano m.in. krytą pływalnię (obecnie Pływalnia Delfin). Obecnie obszar ten nie jest już tak znaczący dla transportu tranzytowego przez miasto, jak był przed wojną. Jednak nazwa krakowska rogatka nadal funkcjonuje w określeniu do obszaru w okolicy skrzyżowania ulic Krakowskiej, Jana Pawła II, Miodowicza i Ściegiennego.

## Przebudowy ulicy Ściegiennego
W 2009 roku postawiono sygnalizację świetlną na skrzyżowaniu ul. Ściegiennego z ulicami Mała Zgoda i Gagarina (ob. Sołtysiaka "Barabasza").
W latach 2013–2016 prowadzona była przebudowa ulicy Ściegiennego w ciągu DK73, czyli od skrzyżowania z al. Popiełuszki do granic miasta. W ramach tej inwestycji wybudowano m.in. wschodnią jezdnię o długości 4,7km, wyremontowaną starą (zachodnią) jezdnię, wybudowano 10 zatok autobusowych oraz kanalizację deszczową. Koszt projektu wynosił ponad 96,9 mln zł, z czego ponad 73,6 mln zł zostało dofinansowanych z Europejskiego Funduszu Rozwoju Regionalnego.
W latach 2018–2019 trwał remont ulic Wapiennikowej, Husarskiej i ulic lokalnych, w ramach którego wyremontowano skrzyżowanie ulic Wapiennikowej, Husarskiej i Ściegiennego. W ramach inwestycji postawiono na skrzyżowaniu sygnalizację świetlną.
W 2023 roku w ramach wdrażania systemu ITS wyremontowana bądź wybudowana została sygnalizacja świetlna na skrzyżowaniach z Al. Popiełuszki, drogą dojazdową do dawnego Browaru Belgia, ul. Weterynaryjną oraz Wapiennikową i Huskarską.

## Ważniejsze obiekty na ulicy Ściegiennego
- Wojewódzki Dom Kultury – powstały w 1935 roku jako Domu Przysposobienia Wojskowego i Wychowania Fizycznego; od roku 1947 jako Dom Kultury Robotniczej, od 1949 Wojewódzkiego Domu Kultury Związków Zawodowych; 1 stycznia 1957 roku został powołany Wojewódzki Dom Kultury w Kielcach, w związku z połączeniem WDK ZZ i Prezydium Wojewódzkiej Rady Narodowej[14]
- nowa siedziba TVP3 Kielce[15]
- Wojewódzka Biblioteka Publiczna – biblioteka działa od 12 lipca 1909 roku, kiedy to została powołana z inicjatywy Towarzystwa Biblioteki Publicznej; obecną nazwę posiada od 1975 roku; od 2007 roku siedziba znajduje się przy ul. Ściegiennego[16]
- I LO im. Stefana Żeromskiego
- Exbud Arena (Arena Kielce) – nowoczesny stadion piłkarski otwarty w 2006 roku w miejscu starego stadionu Błękitnych Kielce[17]
- Cmentarz Stary – powstały na początku XIX wieku cmentarz jest obecnie jednym z 6 na terenie m. Kielce[18]
- pomnik Homo Homini – pomnik, który odsłonięto 11.09.2006 roku, jest protestem przeciwko terroryzmowi na świecie; na pomniku są tablice informujące o zamachach, które nastąpiły po zamachu z 11 września 2001 roku oraz o Polakach, którzy zginęli w zamachu na WTC[19]
- zajezdnia BP Tour[20]
- Kielecki Park Przemysłowy (uruchomiony w 2024 roku w miejscu dawnego Browaru Belgia)[21]
- delegatura Urzędu Celno-Skarbowego[22]
- Powiatowy i Wojewódzki Inspektorat Weterynarii[23][24]

## Komunikacja miejska
Na ulicy Ściegiennego znajdują się 22 przystanki obsługiwane przez 9 linii autobusowych (2, 27, 29, 30, 34, 44, 45, 103, Z).
Na wysokości Inspektoratów Weterynarii i ulicy Weterynaryjnej znajduje się pętla autobusowa (przystanek Ściegiennego/Weterynaryjna), na którym swoją trasę kończy większość kursów linii 30. Ponadto, na przystanku Ściegiennego/Jawornia niektóre kursy kończy linia 45.
Od 1 września 2023 roku przy ul. Ściegiennego znajduje się zajezdnia BP Tour – jednego z dwóch (obok MPK) przewoźników, który tego dnia rozpoczął obsługę części linii w Kielcach.